# Synagogue Keren Or
La synagogue Keren Or est un lieu de culte juif libéral situé au 15 rue Jules-Vallès à Villeurbanne. Elle abrite la Communauté juive libérale de Lyon.

## Histoire
En 1981 est fondée la Communauté libérale israélite de Lyon (CLIL). Elle ferme en 1985. En janvier 1990, est relancée une communauté réformée, la Communauté juive libérale (CJL). Elle est soutenue par les rabbins François GaraÏ de la Communauté juive libérale de Genève (GIL), et Daniel Farhi du Mouvement juif libéral de France,. En septembre 2001, elle engage le rabbin Tova. Elle rassemble en 2002 près de 180 familles et est située au 7 quai Jean-Moulin.
En 2012, la communauté fusionne avec l'Union juive libérale de Lyon (UJLL). Elle se renomme Keren Or, en hébreu קרן אור, Rayon de Lumière. En septembre 2015, la synagogue déménage rue Jules-Vallès, dans le quartier Charpennes-Tonkin à Villeurbanne, à proximité de la place Charles-Hernu et de la station Charpennes - Charles Hernu (lignes A et B). Son rabbin est René Pfertzel.
Elle engage un nouveau rabbin en décembre 2017, Haïm Casas, un séfarade né en 1981 à Cordoue en Espagne,. En juillet 2019 le rejoint Daniela Touati, une ashkénaze née en 1966 en Roumanie. Elle est ordonnée le 7 juillet 2019 à la West London Synagogue après des études au Leo Baeck College de Londres,,.
La communauté fête ses 30 ans en 2020. Elle est moderne et inclusive, prône l'égalité des sexes, et est ouverte au dialogue interreligieux. L'accent est mis sur l'étude et le Talmud Torah, avec l'intégration de la recherche contemporaine autour de l'exégèse historico-critique de la Bible,.